# История любви (телесериал, 1995)
«История любви» (порт.  História de Amor) — бразильский телесериал, демонстрируемый с 3 июля 1995 года по 2 марта 1996 года.

## Сюжет
Действие происходит в районе Леблон Рио-де-Жанейро, где живёт главная героиня Элена вместе с дочерью — подростком Джойс. Вскоре выясняется, что Джойс беременна, но отец ребёнка — безответственный Кайо — не собирается его признавать. Против отношений Джойс с Кайо выступает и её отец (бывший муж Элены). Другой частью истории являются сложные отношения доктора Карлоса Альберто с двумя женщинами — давней подругой, коллегой и бывшей любовницей Шейлой и самой молодой и ревнивой женой Паулой. На самом деле Карлос так и не нашёл среди них свою любовь. Именно Элена становится той идеальной женщиной, которую Карлос всегда мечтал найти. В конце сериала выясняется, что Элена скрывала от Джойс «страшную правду».

## Создание
«История любви» — первая совместная работа сценариста Мануэля Карлоса и режиссёра Рикарду Ваддингтона (далее будут: «Во имя любви», «Семейные узы», «Присутствие Аниты», «Женщины в любви»). Режина Дуарте, отмечавшая тридцатилетие своей карьеры, исполнила свою первую Элену в сериалах Мануэля Карлоса («Во имя любви» и «Страницы жизни»). Актёры Жозе Майер, Умберто Маньяни и Марли Буэно будут появляться почти в каждом следующем сериале этого автора, персонаж «доктор Моретти» также будет «кочевать» из проекта в проект.
Изначально автор желал рассказать историю, описанную им позже в сериале «Семейные узы»: мать (Режина Дуарте) и дочь (Карла Маринш) влюбляются в одного мужчину и соперничают друг с другом за его любовь. Отказаться от задуманного пришлось в связи с тем, что сериал в Бразилии во время премьеры шёл в слишком раннее время (18 часов) для такой недетской темы. В 2000 г. замысел был воплощен в нужное время и с другими актёрами.
Среди богатого актёрского ансамбля сериала особенно заметными были актёрские работы Лилии Кабрал в роли невезучей Шейлы, Каролины Ферраз в роли взбалмошной Паулы. Эва Вилма прибавила этому сериалу немало забавных моментов, замечательно исполнив роль Зулейки, матери Паулы. Это был звёздный час актрисы Карлы Маринш (Джойс). Более заметных ролей после этого сериала она не исполнила. Актриса-ветеран Яра Кортес (Ольга) исполнила свою последнюю полноценную роль в этом сериале. В 2002 году она скончалась. В сериале принял участие в эпизодической роли министр спорта Бразилии на тот момент — Пеле.

## В ролях
- Режина Дуарте — Элена
- Жозе Майер — Карлос Альберто Моретти
- Каролина Ферраз — Паула Сампайо
- Лилия Кабрал — Шейла Буэно
- Карла Маринш — Джойс
- Ева Вилма — Зулейка
- Нуно Леал Майя — Ассунсон
- Клаудиу Корреа и Кастру — Ромулу
- Анжело Паес Леме — Кайо
- Жозе ди Абреу — Даниэль
- Ана Роса — Далва
- Клаудия Мауру — Валкирия
- Яра Кортес — Ольга
- Биа Нуннес — Марта
- Рикарду Петражлиа — Шавьер
- Клаудио Линс — Бруну
- Мария Рибейру — Бьянка
- Флавия Алессандра — Сонинья
- Денис Карвалью — Гомиде
- Сержиу Виотти — Фуртаду
- Себастьяно Васконселус — Урбано
- Умберто Магнани — Мауро
- Марли Буэно — Рафаэла
- Беатриз Лира — Сильвана
- Кристина Муллинс — Маристела
- Буза Ферраз — Маркус
- Розана Гофман — Матильде
- Кристине Фернанадес — Марининья
- Моник Кури — Мариана
- Уго Гросс — Леонарду
- Кристина Прошаска — Яра
- Клаудия Лира — Вандинья
- Моника Карвалью — Неуза